# 八里甸子镇
八里甸子镇，是中华人民共和国辽宁省本溪市桓仁满族自治县下辖的一个乡镇级行政单位。

## 行政区划
八里甸子镇下辖以下地区：
马鹿泡村、柞木台村、大南沟村、八里甸村、韭菜园村、秀丽村、川头村和佛顶山村。